# Hội nghị Liên Hợp Quốc về Biến đổi Khí hậu 2011
Hội nghị Liên Hợp Quốc về Biến đổi Khí hậu 2011 (COP17/CMP7) được tổ chức tại Durban, Nam Phi từ ngày 28 tháng 11 đến 11 tháng 12 năm 2011. Mục tiêu của hội nghị là đưa ra một hiệp ước mới nhằm hạn chế lượng cacbon và các loại khí gây hiệu ứng nhà kính khác thải ra, đồng thời thống nhất về văn bản mang tính ràng buộc pháp lý mới thay thế cho Nghị định thư Kyoto vốn hết hiệu lực vào năm 2012. Hội nghị diễn ra với sự tham gia của khoảng 194 quốc gia và vùng lãnh thổ. Trước đó, để chuẩn bị cho sự kiện này, tại thủ đô của Đức đã diễn ra Hội nghị Thượng đỉnh Berlin về Biến đổi Khí hậu Toàn cầu vào ngày 3 tháng 7 với đại diện của 35 quốc gia.
Hội nghị đồng ý một thỏa thuận ràng buộc pháp lý bao gồm tất cả các quốc gia, thỏa thuận này sẽ được chuẩn bị vào năm 2015 và có hiệu lực vào năm 2020. Ngoài ra còn có tiến triển liên quan đến việc thành lập Quỹ Khí hậu Xanh (GCF) mà theo đó một chương trình khung về biến đổi khí hậu sẽ thông qua. Quỹ được phân phối 100 tỷ USD mỗi năm để giúp các nước nghèo thích ứng với biến đổi khí hậu.
Ngày khai mạc, Chủ tịch hội nghị kiêm Ngoại trưởng Nam Phi khẳng định rằng vấn đề thích ứng với biến đổi khí hậu phải được xem là nhân tố mấu chốt trong kết quả cần đạt được tại COP 17. Bà cũng tuyên bố rằng hội nghị đã diễn ra thành công. Tuy nhiên, các nhà khoa học và các tổ chức môi trường cảnh báo rằng thỏa thuận đó vẫn không đủ để ngăn chặn hiện tượng nóng lên toàn cầu trên 2 °C và cần nhiều hành động khẩn khiết hơn.
Nhận định khác cho rằng hội nghị đã kết thúc với kết quả không mong đợi khi các quốc gia chủ chốt vẫn bất đồng gay gắt về nghĩa vụ cắt giảm khí thải, bắt nguồn từ những khó khăn trong việc dung hòa lợi ích phát triển kinh tế trước mắt
của các quốc qua cho mục tiêu lâu dài chung về khí hậu. Trong đó, Hoa Kỳ, Nhật Bản cùng một số các quốc gia đang phát triển khác muốn trì hoãn thương lượng về thỏa thuận cắt giảm khí thải tới năm 2015.